# 阿部なを
阿部なを（あべ なを、1911年10月1日 - 1996年9月27日）は青森県青森市出身の料理研究家。本名は阿部チヨ。
青森高等女学校卒業。故郷で洋画家阿部合成と結婚して上京。26歳の時、人間国宝の堀柳女に師事し人形作家となる。日展、伝統工芸展などに次々と入選し、人形作家としての地位を築いた。3人の子に恵まれたが、離婚することとなり、人形では生活できないため料理の道に入った。1959年に東京上野のみちのく料理店「北畔（ほくはん）」を構えた。料理家としてテレビ番組出演や原稿執筆で活躍した。
娘は山口絵里、孫は河合真理。

## 著書
- 『酒の肴の四季』文化出版局, 1973
- 『阿部なをの小鉢盛り220選 (マイライフシリーズ) グラフ社, 1983.4
- 『おばあちゃんの台所修業』鎌倉書房, 1985.6 のち中公文庫
- 『小鉢料理の本』(マイライフ・ブックス グラフ社, 1988.10
- 『小鉢の心意気 わたしの料理修業』筑摩書房, 1988.4　のち文庫
- 『葱とわかめと油揚げ 私のむだなし料理百選』婦人之友社, 1988.9
- 『みそ汁にはこべ浮かべて…』主婦の友社, 1992.1

### 共著
- 『梅酒・梅干・梅料理』 (マイライフシリーズ) 遠藤きよ子共著. グラフ社, 1975
- 『新梅酒・梅干し・梅料理』(マイライフシリーズ) 遠藤きよ子共著 グラフ社, 1984.6
- 『愛のスパイスを召しあがれ! 母と娘のおしゃれな食卓』山口絵里 共著. 主婦と生活社, 1997.12